# Estação Taganskaia (linha Tagansko-Krasnopresnenskaia)
Taganskaia (em russo:  Таганская) é uma das estações da linha Tagansko-Krasnopresnenskaia (Linha 7) do Metro de Moscovo, na Rússia. Estação «Taganskaia» está localizada entre as estações «Proletarskaia» e «Kitai-Gorod».